# 1957 год в театре
1957 год в театре

## Персоналии

### Родились
- 3 января — Агроскин, Анатолий Рафаилович, советский и российский актёр театра и кино
- 3 января — Рудниченко, Виктор Владимирович, советский и российский актёр театра и кино
- 9 февраля — Коренев, Юрий Анатольевич, советский и российский актёр театра и кино
- 17 февраля — Бочкин, Игорь Иванович, советский и российский актёр театра и кино, народный артист России
- 27 февраля — Догилева, Татьяна Анатольевна, советская и российская актриса театра и кино
- 28 февраля — Логинов, Александр Борисович, советский и украинский актёр театра и кино
- 17 марта — Астрахан, Дмитрий Хананович, российский режиссёр театра и кино
- 19 апреля — Баталов, Сергей Феликсович, советский и российский актёр театра и кино
- 7 июня — Симонов, Владимир Александрович, советский и российский актёр театра и кино
- 29 июля — Слаповский, Алексей Иванович, советский и российский писатель, драматург и сценарист
- 7 августа — Смородина, Людмила Геннадиевна, советская и украинская актриса театра и кино, Заслуженная артистка Украины, Народная артистка Украины
- 10 августа — Краско, Андрей Иванович, советский и российский актёр театра и кино
- 24 сентября — Гурвич, Григорий Ефимович, режиссёр, руководитель театра-кабаре «Летучая мышь»
- 21 октября — Мирзоев, Владимир Владимирович, российский режиссёр театра и кино
- 23 ноября — Муминова, Фарида Шамильевна, советская и российская актриса театра и кино
- 8 декабря — Голуб, Марина Григорьевна, советская и российская актриса театра и кино, заслуженная артистка России
- 10 декабря — Стругачёв, Семён Михайлович, актёр театра и кино, народный артист России
- 12 декабря — Лепаж, Робер, канадский режиссёр театра и кино, актёр, драматург и сценарист, основатель и художественный руководитель квебекского театра Ex Machina
- 18 декабря — Скляр, Игорь Борисович, советский и российский актёр театра и кино
- 20 декабря — Романова, Елена Вадимовна, советская и российская актриса театра и кино

### Скончались
- 6 января — Бучма, Амвросий Максимилианович, российский и советский актёр театра и кино, народный артист СССР
- 6 июня — Байсеитова, Куляш Жасымовна, казахская советская певица (лирико-колоратурное сопрано), народная артистка СССР.
- 6 августа — Амо Гевондович Харазян, советский армянский театральный деятель, режиссёр, актёр. Народный артист Армянской ССР (1933).
- 3 сентября — Энё Хельтаи, венгерский драматург. Лауреат государственной премии Кошута (1957).
- 20 октября — Яло Лесче, финский актёр театра и кино. Лауреат Pro Finlandia.
- 4 ноября –  Энрике Боррас, испанский актёр.
- 9 декабря — Рузанна Вартанян, советская театральная актриса, Народная артистка Армянской ССР.